# 2016年紐西蘭國家黨黨魁選舉
2016年紐西蘭國家黨正副黨魁選舉於2016年12月12日舉行，為兼任紐西蘭總理的紐西蘭國家黨黨魁約翰·凱伊（John Key）宣布辭職後所進行的選舉，選出紐西蘭第39任總理兼紐西蘭國家黨第12任黨魁、及紐西蘭第18任副總理兼紐西蘭國家黨第17任副黨魁。本屆正副黨魁選舉分別由紐西蘭國家黨國會黨團直選，採用平等、直接、無記名、單記、相對多數投票制度。
黨魁選舉方面，最初共有三位候選人，依內閣及國會黨團順位分別為：兼任副總理、財政部長、國民住宅主任委員的副黨魁比爾·英格利希（Bill English），兼任衛生部長、體育主任委員的乔纳森·科尔曼（Jonathan Coleman），以及兼任懲教部長、警政署長的朱迪思·科林斯（Judith Collins）。惟英格利希於2016年12月8日，已獲得國會黨團過半議員公開支持，科爾曼、科林斯兩人並於同日宣佈退選，造成本屆黨魁選舉提前塵埃落定。
副黨魁選舉方面，最初共有兩位候選人，依內閣及國會黨團順位分別為：兼任社會住宅、氣候變遷、公共服務主任委員的葆拉·貝内特（Paula Bennett），兼任交通部長、能源主任委員、眾議院執政副領袖的西蒙·布里奇斯（Simon Bridges）。惟布里奇斯於2016年12月10日宣佈退選，本屆副黨魁選舉亦提前落幕。
紐西蘭國家黨於2016年12月12日上午宣布國會黨團投票結果，由同額競選的英格利希、及貝内特分別當選正副黨魁。兩人並於同日午間宣誓就任紐西蘭正副總理、及紐西蘭國家黨正副黨魁。

## 政治背景
在2006年，當時已擔任兩屆奧克蘭海倫斯維爾選區國會議員的約翰·凱伊，當選紐西蘭國家黨第11任黨魁，並成為眾議院在野領袖。凱伊在2008年國會大選中，擊敗尋求連任的時任工黨籍總理海倫·克拉克，帶領國家黨重返執政，並成為紐西蘭第38任總理。凱伊並於2011年、及2014年當選連任。凱伊任內的國內政治評論者普遍認為他是紐西蘭史上施政滿意度較高的一位總理，而國家黨的政黨支持度也長期在國內政壇保持穩定領先的態勢。
然而，凱伊於2016年12月5日召開記者會，無預警的宣布自己將在一週內同時辭去總理及黨魁的職務，並淡出政壇。凱伊表示擔任總理期間犧牲了與家人共處的時間，也感謝選民長期的支持，讓自己能夠在個人政治聲望的高峰點功成身退。

## 黨魁選舉

### 候選人

#### 比爾·英格利希
凱伊在2016年12月5日辭職演說中表示將支持副手英格利希參選黨魁，而國家黨的執政盟友行動黨、聯合未來黨、及毛利黨也分別發表聲明一致支持英格利希。經過一夜思考，英格利希於次日宣布參選。
英格利希是擔任九屆任期的資深國會議員，同時也兼任副總理、財政部長、國民住宅主任委員、及國家黨副黨魁等要職，在選前是內閣及國會黨團第二順位。英格利希早年亦曾擔任國家黨第9任黨魁，但在帶領國家黨於2002年國會大選挑戰時任工黨籍總理海倫·克拉克敗選後辭職。英格利希在1990年至2014年期間，曾多次連任紐西蘭境內最南端的華萊士及克魯薩－南疆選區國會議員，但於2014年底轉任不分區國會議員，同時亦曾擔任衛生部、財經委員會、稅務部、公共工程委員會、退修委員會、醫療投資委員會、及監管改革委員會等部會首長。

#### 喬納森·科爾曼
兼任衛生部長、體育主任委員的科爾曼於2016年12月6日宣布投入黨魁選舉。科爾曼是連任四屆的奧克蘭北科特選區國會議員，在選前是內閣及國會黨團第六順位，過去亦曾擔任國防部、移民局、公共服務委員會、及廣播局等部會首長。

#### 朱迪思·科林斯
兼任懲教部長、警政署長的的科林斯亦於2016年12月6日宣布角逐黨魁。科林斯是連任五屆的奧克蘭克里夫頓及巴琶固哈選區國會議員，在選前是內閣及國會黨團第十四順位，過去亦曾擔任法務部、醫療保險委員會、退伍軍人委員會、及族群委員會等部會首長。科林斯過去曾是凱伊內閣中順位最高的女性閣員，但在2014年《骯髒政治》爆料事件爆發後下台。然而，在接受司法調查後，科林斯於2015年重返內閣。

### 選舉政見

#### 比爾·英格利希
副總理英格利希在競選期間，表示國家黨需要持續革新、跟隨民意，以維持國內經濟及薪資成長，及保護弱勢族群。英格利希亦表示將修改都市計畫、區域規劃等相關法案，但希望能延續政府的財經政策，穩定國內政局、爭取選民對政府的信心。

#### 喬納森·科爾曼
衛生部長科爾曼強調，國家黨國會黨團已有「改變現狀的強烈期盼」，並表示自己將象徵黨內的世代交替及改革。科爾曼主張取消凱伊政府原先規劃的減稅計畫，並增加政府的醫療及教育預算。

#### 朱迪思·科林斯
警政部長科林斯認為國家黨在2017年國會大選爭取第四度延續政權將面臨嚴峻的挑戰，並表示自己有信心替國家黨爭取更多婦女、及各族群的票源。科林斯亦反對政府的減稅計畫，並主張政府應追加基礎建設預算，以支撐國內經濟成長。科林斯亦批評凱伊政府反對通過增加基層員警所需要的預算，並表示將改革職業安全法，以及減少毛利部落的決策權。

### 競選過程
媒體將本屆選舉形容為一場「內閣閣員與後座議員的戰爭」，雖然許多政治評論者認為英格利希的民間聲望較高、資歷完整，但認為科爾曼「改變現狀」的訴求可引發部份後座議員的共鳴，而佈局已久的科林斯亦不容忽視。由於選前國家黨國會黨團共有59席，包括區域議員40席、及不分區議員19席，除了國會正副議長3席、黨鞭3席外，內閣閣員佔20席、內閣外的部會首長5席、後座議員28席，因此部份政治評論者認為選情仍在未定之天。
競選期間民意調查顯示，英格利希的在全國選民支持度方面大幅領先。在2016年12月6日，共有9名內閣閣員、及1名後座議員公開表態支持英格利希。2016年12月7日，外界原先認定的黨魁參選可能人選——交通部長布里奇斯、社會住宅主任委員貝内特，兩人分別宣布有意爭取副黨魁提名，並一致表示將支持英格利希擔任黨魁。同日晚間，國內新聞媒體報導指出一位不具名的國家黨籍資深國會議員私下透露，英格利希已掌握黨團內的45張選票，獲得過半支持，但副黨魁的競爭仍然相當激烈，雖然此消息並未獲得官方證實，不過英格利當時仍已獲得16名黨團議員公開支持。
在2016年12月8日，英格利希以財政部長身份發表政府預算報告，雖然預算盈餘持續上升，但凱庫拉地震重建、及債務清償比減稅計畫更為急迫，因此減稅計畫恐將延後。英格利希在同日已獲得34名議員公開背書，掌握黨團過半票源勝卷在握。科林斯在得知大勢已去後，於同日下午宣佈退選，表示將轉而支持英格利希，並呼籲自己未公開的支持者將選票投給英格利希。科爾曼在則在第一時間表示自己正陷入長考，但最終亦於晚間宣佈退選，並恭賀英格利希即將當選總理兼黨魁，本屆選舉也因而提前塵埃落定。

#### 黨團支持
| 2016年12月6日 | 10 (17%) | 1 (2%)   | 1 (2%)   | 47 (80%) |
| 2016年12月7日 | 16 (27%) | 1 (2%)   | 1 (2%)   | 41 (69%) |
| 2016年12月8日 | 34 (58%) | （退選） | （退選） | 25 (42%) |

#### 民意調查
| 2016年紐西蘭國家黨黨魁選舉全國選民民意調查 | 2016年紐西蘭國家黨黨魁選舉全國選民民意調查 | 2016年紐西蘭國家黨黨魁選舉全國選民民意調查 | 2016年紐西蘭國家黨黨魁選舉全國選民民意調查 | 2016年紐西蘭國家黨黨魁選舉全國選民民意調查 | 2016年紐西蘭國家黨黨魁選舉全國選民民意調查 | 2016年紐西蘭國家黨黨魁選舉全國選民民意調查 |
| 民調機構                                   | 受訪日期                                   | 英格利希                                   | 科林斯                                     | 科爾曼                                     | 未表態                                     |                                            |
| ------------------------------------------ | ------------------------------------------ | ------------------------------------------ | ------------------------------------------ | ------------------------------------------ | ------------------------------------------ | ------------------------------------------ |
| 尼尔森                                     | 2016年12月5日                              | 37%                                        | 4%                                         | 0%                                         | 39%                                        |                                            |
| UMR                                        | 2016年12月5日                              | 21%                                        | 6%                                         | –                                          | 53%                                        |                                            |

### 選舉結果
| 2016年紐西蘭國家黨黨魁選舉 | 2016年紐西蘭國家黨黨魁選舉 | 2016年紐西蘭國家黨黨魁選舉 | 2016年紐西蘭國家黨黨魁選舉 | 2016年紐西蘭國家黨黨魁選舉 | 2016年紐西蘭國家黨黨魁選舉 | 2016年紐西蘭國家黨黨魁選舉 |
| 黨團順位                   | 候選人                     | 政黨                       | 得票數                     | 得票率                     | 當選                       |                            |
| -------------------------- | -------------------------- | -------------------------- | -------------------------- | -------------------------- | -------------------------- | -------------------------- |
| 2                          | 比爾·英格利希              | 紐西蘭國家黨               | 59                         | 100.00%                    |                            |                            |
| 6                          | 喬納森·科爾曼              | 紐西蘭國家黨               | （宣佈退選）               | （宣佈退選）               | （宣佈退選）               |                            |
| 14                         | 朱迪思·科林斯              | 紐西蘭國家黨               | （宣佈退選）               | （宣佈退選）               | （宣佈退選）               |                            |
| 選舉人數                   | 選舉人數                   | 選舉人數                   | 59                         | 59                         | 59                         |                            |
| 投票數                     | 投票數                     | 投票數                     | 59                         | 59                         | 59                         |                            |
| 投票率                     | 投票率                     | 投票率                     | 100.00%                    | 100.00%                    | 100.00%                    |                            |

## 副黨魁選舉

### 候選人

#### 葆拉·貝内特
兼任社會住宅、氣候變遷、公共服務主任委員的的貝内特於2016年12月7日宣布參選副黨魁，並表態支持英格利希角逐黨魁。貝内特是連任四屆的國會議員，在2005年首度由國家黨不分區名單進入國會，並於2008年起當選三屆奧克蘭懷塔克雷及上港選區議員。貝内特在選前是內閣及國會黨團第五順位，是內閣中順位最高的女性閣員，過去亦曾擔任社會發展部、地方政府委員會、身心障礙委員會、青年委員會等部會首長。

#### 西蒙·布里奇斯
兼任交通部長、能源主任委員、眾議院執政副領袖的布里奇斯亦於2016年12月7日宣布參選副黨魁，並表態支持英格利希角逐黨魁。布里奇斯是連任三屆的陶朗加選區國會議員，在選前是內閣及國會黨團第九順位，過去亦曾擔任勞動部、消費者委員會等部會首長，以及高等法院檢察官。

### 選舉政見

#### 葆拉·貝内特
在競選期間，貝内特未發表任何政見，僅表示將全力配合黨魁候選人英格利希。

#### 西蒙·布里奇斯
布里奇斯在競選期間，亦未發表具體政見，以預留黨魁當選人更多政策空間，但表示反對綠黨大麻合法化的主張，傾向延後政府的減稅計畫，並希望增加政府的醫療及基礎建設預算。

### 競選過程
選前國家黨國會黨團共有59席，在兩位候選人角逐副黨魁的情況下，當選門檻為過半數的30張選票。由於兩位候選人皆具有毛利血統、出生西奧克蘭、代表紐西蘭北島都會選區，因此媒體形容兩人背景相似、重疊性高，且皆與其支持的黨魁候選人英格利希的互補性強。布里奇斯表示自己屬黨內新時代、並將為後座議員發聲，而貝內特則強調自己與英格利希默契十足。
在競選期間，有媒體指出內部民調顯示兩人民間聲望旗鼓相當，在全國選民支持度，貝内特微幅領先布里奇斯 2%，而在支持國家黨選民方面，貝内特也僅領先 6%。而卸任總理凱伊、及即將當選黨魁的英格利希均並未表態支持任何一位副黨魁候選人。然而，布里奇斯於2016年12月10日宣布退選，並表示自己私底下掌握黨團三分之一的票源，但貝内特已獲過半支持。布里奇斯並恭賀英格利希即將當選總理兼黨魁，本屆選舉也因此提前落幕。

#### 黨團支持
| 2016年12月8日  | 19 (32%) | 10 (17%) | 30 (51%) |
| 2016年12月9日  | 23 (39%) | 10 (17%) | 26 (44%) |
| 2016年12月10日 | 23 (39%) | （退選） | 36 (61%) |

### 選舉結果
| 2016年紐西蘭國家黨副黨魁選舉 | 2016年紐西蘭國家黨副黨魁選舉 | 2016年紐西蘭國家黨副黨魁選舉 | 2016年紐西蘭國家黨副黨魁選舉 | 2016年紐西蘭國家黨副黨魁選舉 | 2016年紐西蘭國家黨副黨魁選舉 | 2016年紐西蘭國家黨副黨魁選舉 |
| 黨團順位                     | 候選人                       | 政黨                         | 得票數                       | 得票率                       | 當選                         |                              |
| ---------------------------- | ---------------------------- | ---------------------------- | ---------------------------- | ---------------------------- | ---------------------------- | ---------------------------- |
| 5                            | 葆拉·貝内特                  | 紐西蘭國家黨                 | 59                           | 100.00%                      |                              |                              |
| 9                            | 西蒙·布里奇斯                | 紐西蘭國家黨                 | （宣佈退選）                 | （宣佈退選）                 | （宣佈退選）                 |                              |
| 選舉人數                     | 選舉人數                     | 選舉人數                     | 59                           | 59                           | 59                           |                              |
| 投票數                       | 投票數                       | 投票數                       | 59                           | 59                           | 59                           |                              |
| 投票率                       | 投票率                       | 投票率                       | 100.00%                      | 100.00%                      | 100.00%                      |                              |

## 後續發展
凱伊於選舉同日分別向紐西蘭總督、及紐西蘭國家黨主席，提交總理、及黨魁的辭呈，但也表示將延至2017年選前再辭去海倫斯維爾選區國會議員，以避免補選所浪費的社會資源。
而英格利希、及貝內特也於同日宣誓就任紐西蘭正副總理、及紐西蘭國家黨正副黨魁，進行內閣改組，並帶領國家黨參與2017年底的國會大選。